# Леонов Іван Іванович
Іван Іванович Леонов (1950, місто Комсомольське, тепер місто Кальміуське, Донецької області — листопад 2008, місто Чернігів) — радянський партійний діяч, секретар Чернігівського обласного комітету КПУ, 1-й секретар Чернігівського міського комітету КПУ.

## Біографія
У 1972 році закінчив Дніпропетровський хіміко-технологічний інститут.
У 1972—1974 роках — головний інженер Корюківської фабрики господарчих виробів Чернігівської області.
Член КПРС з 1974 року.
У 1974—1980 роках — інструктор, 2-й секретар, 1-й секретар Корюківського районного комітету КПУ; секретар, 2-й секретар Чернігівського обласного комітету ЛКСМУ. Закінчив Вищу партійну школу при ЦК КПУ.
У 1980—1984 роках — 1-й секретар Чернігівського обласного комітету ЛКСМУ.
У 1984—1985 роках — 2-й секретар Новозаводського районного комітету КПУ міста Чернігова.
У 1985—1988 роках — 1-й секретар Варвинського районного комітету КПУ Чернігівської області.
З грудня 1988 по січень 1990 року — завідувач відділу організаційно-партійної і кадрової роботи Чернігівського обласного комітету КПУ.
22 січня — 28 липня 1990 року — секретар Чернігівського обласного комітету КПУ з питань ідеології.
18 травня 1990 — 1991 року — 1-й секретар Чернігівського міського комітету КПУ.
З 1996 до 24 листопада 1998 року — голови Варвинської районної державної адміністрації Чернігівської області.
До листопада 2008 року — директор Чернігівської обласної дирекції ВАТ Національної акціонерної страхової компанії «Оранта».
Помер у листопаді 2008 року в Чернігові.

## Нагороди
- орден «Знак Пошани»
- ордени
- медалі